# 黃道年
黃道年（1545年—？），字延卿，號朱玄，直隸廬州府合肥縣人，軍籍，明朝政治人物。

## 生平
隆慶元年（1567年）丁卯科應天府鄉試第九十名舉人。隆慶五年（1571年）中式辛未科會試第二百五十八名，三甲第二百零七名進士。工部觀政，授南城知縣，萬曆元年（1573年）调任天台县，县西门外道塘街有棠阴遗爱祠，合祀知县钟纽、黄道年、毛鹤腾、主簿王榭。四年调繁永康县，丁憂歸。七年复除遂安县，升漢州知州，致仕。

## 家族
曾祖黃賓；祖父黃紀；父黃意，省祭官。母敖氏。具庆下。弟道月、道日、道時、道星。弟黄道月。